# Vinjani
Vinjani är ett samhälle i Bosnien och Hercegovina.   Det ligger i entiteten Federationen Bosnien och Hercegovina, i den sydvästra delen av landet, 100 km väster om huvudstaden Sarajevo. Vinjani ligger 615 meter över havet och antalet invånare är 1 435.
Terrängen runt Vinjani är kuperad. Närmaste större samhälle är Grude, 19,0 km sydost om Vinjani. 
Omgivningarna runt Vinjani är en mosaik av jordbruksmark och naturlig växtlighet. Runt Vinjani är det ganska glesbefolkat, med 34 invånare per kvadratkilometer.